# San Bartolomé Jocotenango
San Bartolomé Jocotenango – miasto w środkowo-zachodniej Gwatemali, w górach Sierra Madre de Chiapas, w departamencie El Quiché, leżące w odległości 30 km na północ od stolicy departamentu Santa Cruz del Quiché. Według danych szacunkowych w 2012 roku liczba ludności miasta wyniosła 2838 mieszkańców.
Jest siedzibą władz gminy o tej samej nazwie, która w 2012 roku liczyła 15 389 mieszkańców. Gmina jest mała, a jej powierzchnia obejmuje 123 km².